# アングルズ
『アングルズ』 (Angles)は2011年4月6日に発売されたアメリカのロックバンド、ザ・ストロークスのスタジオ・アルバム。
前作『ファースト・インプレッションズ・オブ・アース』から5年ぶりのアルバムでリードシングルとして「Under Cover of Darkness」と「Taken for a Fool」が発表された。

## 収録曲
| #         | タイトル                                                                            | 作詞・作曲 | 時間  |
| --------- | ----------------------------------------------------------------------------------- | --- | ----- |
| 1.        | 「マチュ・ピチュ」(Machu Picchu)                                                    | ジュリアン・カサブランカス ニック・ヴァレンシ                                                                           | 3:32  |
| 2.        | 「アンダー・カヴァー・オブ・ダークネス」(Under Cover of Darkness)                   | ジュリアン・カサブランカス アルバート・ハモンドJr. ファブリツィオ・モレッティ ニコライ・フレイチュア ニック・ヴァレンシ | 3:57  |
| 3.        | 「トゥー・カインズ・オブ・ハピネス」(Two Kinds of Happiness)                        | ジュリアン・カサブランカス                                                                                              | 3:44  |
| 4.        | 「ユーアー・ソー・ライト」(You're So Right)                                         | ジュリアン・カサブランカス ニコライ・フレイチュア                                                                       | 2:34  |
| 5.        | 「テイクン・フォー・ア・フール」(Taken for a Fool)                                  | ジュリアン・カサブランカス ファブリツィオ・モレッティ ニコライ・フレイチュア                                            | 3:25  |
| 6.        | 「ゲームズ」(Games)                                                                 | ジュリアン・カサブランカス アルバート・ハモンドJr. ニコライ・フレイチュア                                               | 3:53  |
| 7.        | 「コール・ミー・バック」(Call Me Back)                                              | ジュリアン・カサブランカス ニコライ・フレイチュア                                                                       | 3:03  |
| 8.        | 「グレイティスファクション」(Gratisfaction)                                         | ジュリアン・カサブランカス ファブリツィオ・モレッティ ニコライ・フレイチュア                                            | 2:59  |
| 9.        | 「メタボリズム」(Metabolism)                                                        | ジュリアン・カサブランカス ファブリツィオ・モレッティ ニコライ・フレイチュア                                            | 3:05  |
| 10.       | 「ライフ・イズ・シンプル・イン・ザ・ムーンライト」(Life Is Simple in the Moonlight) | ジュリアン・カサブランカス                                                                                              | 4:15  |
| 合計時間: | 合計時間:                                                                           | 合計時間: | 34:27 |

## 制作
- ジュリアン・カサブランカス-リード・ボーカル、バッキング・ボーカル、ギター
- アルバート・ハモンドJr.-リズム・ギター、キーボード、バッキング・ボーカル
- ニック・ヴァレンシ-リード・ギター、キーボード、バッキング・ボーカル
- ニコライ・フレイチュア-ベース・ギター
- ファブリツィオ・モレッティ-ドラムス、パーカッション、バッキング・ボーカル